# Субвокальное распознавание

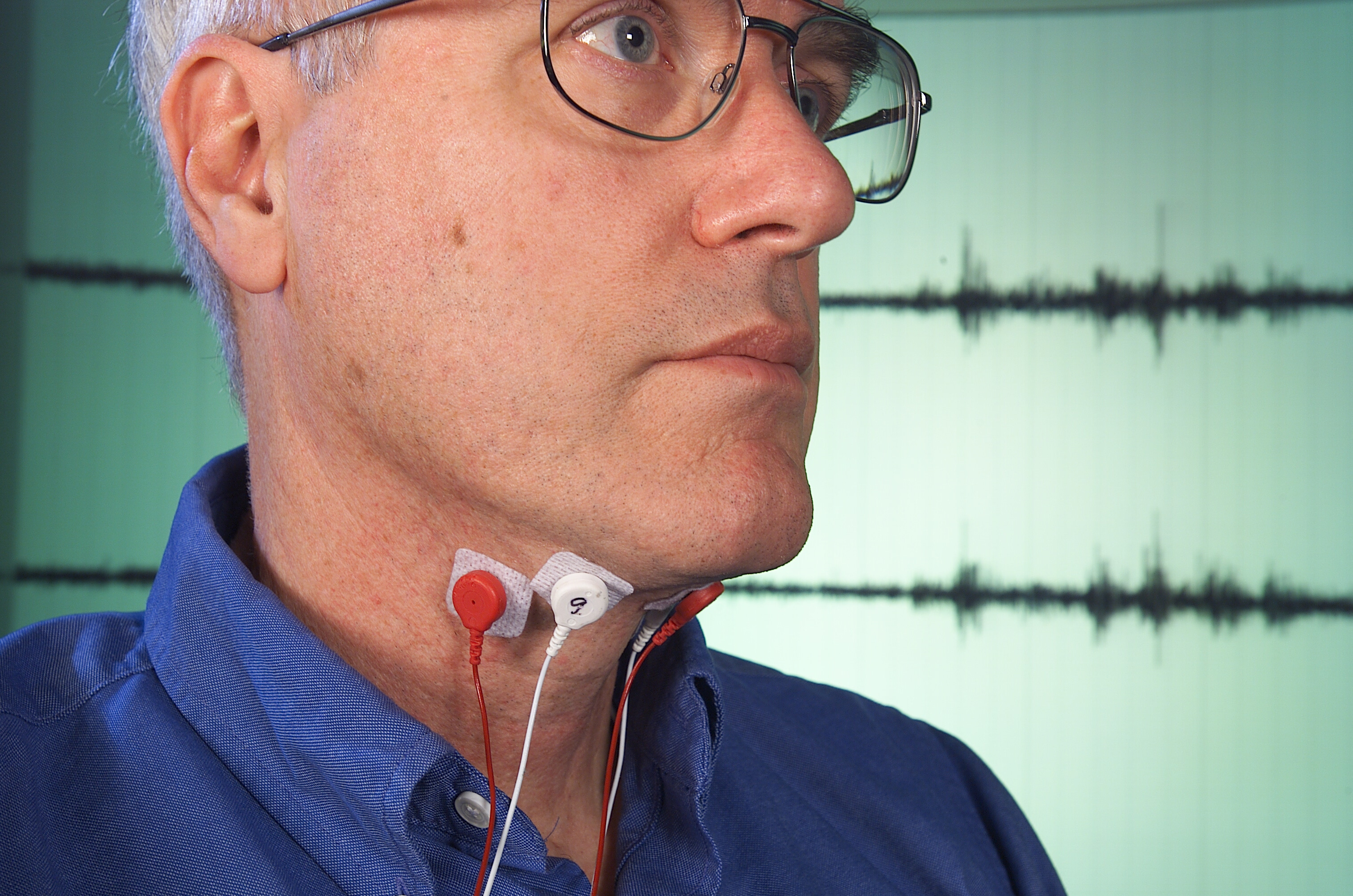
Используемые электроды и зафиксированные данные на экране на заднем плане.

Субвока́льное распознава́ние (англ. Subvocal recognition, SVR)
— процесс регистрации субвокализации и преобразования результатов в цифровой текстообразный вид. Он похож на распознавание речи, за исключением того, что субвокализации регистрируются в процессе молчания. Это новая технология, исследуемая и разрабатываемая НАСА в исследовательском центре Эймса в Маунтин-Вью (Калифорния), под руководством Чарльза Йоргенсена.

## Концепция
Набор электродов крепится к коже горла, и слова распознаются компьютером, хотя человек не открывает рот и не произносит ни звука.
Распознавание субвокальной речи напрямую связано с электромиограммами, которые различны для каждого говорящего. Таким образом, плотность данных может понизиться из-за различного позиционирования электрода. Чтобы повысить точность исследователи в этой области опираются на статистические модели, которые дают лучшее совпадение с паттернами большее число раз для субъектов «говорящих» через электроды, но даже тогда есть упущения. В университете Карнеги-Меллона, исследователи обнаружили, что один и тот же распознаватель может показывать точность 94 % в один день и 48 % на следующий день; между двумя индивидами уровень разнится ещё больше.
Эту технологию уместно применять там, где очень сложно или невозможно услышать речь: для астронавтов, подводного спецназа, лётчиков-истребителей и аварийных работ в громких, суровых условиях. В Вустерском политехническом институте (Массачусетс) ведутся исследования для использования субвокальной информации как контроллера для сложных компьютерных музыкальных инструментов.

## В фантастике
- В книге «Голос тех, кого нет» и последующих романах, писатель Орсон Скотт Кард описал имплантат в ухе, названный «жемчужиной», который позволяет субвокально общаться с компьютерными системами.
- Автор Роберт Дж. Сойер использовал субвокальное распознавание, чтобы отдавать молчаливые команды кибернетическим компаньон-имплантатам, используемым усовершенствованным персонажем-неандертальцем, в его трилогии научно-фантастических романов Neanderthal Parallax.
- В Earth Дэвид Брин показывает эту технологию и её использование в качестве обычного прибора в ближайшем будущем.
- В Down and Out in the Magic Kingdom у Кори Доктороу есть мобильный телефон, регистрирующий субвокализации через кохлеарный имплантат.
- В трилогии Киберпространство Уильяма Гибсона часто использует системы субвокализации в различных устройствах.
- В Company novels Кейджа Бейкера бессмертные киборги общаются субвокально.
- В призёре премии Хьюго — вселенной Гипериона Дэна Симмонса, персонажи часто используют субвокализацию для общения.